# 莫哈維 (加利福尼亞州)
莫哈維（英語：Mojave）是位於美國加利福尼亞州克恩縣的一個人口普查指定地區。

## 地理
莫哈維的座標為35°03′09″N 118°10′26″W / 35.05250°N 118.17389°W，而該地最高點為海拔高度842米（即2762英尺）。

## 人口
根據2010年美國人口普查的數據，莫哈維的面積為151.191平方千米，當中陸地面積為150.970平方千米，而水域面積為0.221平方千米。當地共有人口4238人，而人口密度為每平方千米28人。